# Trond Sollied
Trond Johan Sollied (ur. 29 kwietnia 1959 w Mo i Rana) – norweski piłkarz grający na pozycji środkowego obrońcy. W reprezentacji Norwegii rozegrał 9 meczów i strzelił 1 gola.

## Kariera klubowa
Karierę piłkarską Sollied rozpoczął w klubie Mo IL. Grał w nim od 1976 do 1981 roku. W 1982 roku przeszedł do Vålerenga Fotball, w której zadebiutował w pierwszej lidze norweskiej. W 1983 roku wywalczył z Vålerengą swój pierwszy w karierze tytuł mistrzowski, a w 1984 roku obronił go. W Vålerendze grał do końca 1984 roku.
Na początku 1985 roku Sollied odszedł do Rosenborga Trondheim. W 1985 roku wywalczył z Rosenborgiem mistrzostwo kraju, a po tytuł mistrzowski z tym klubem sięgał także w 1988 i 1990 roku. W latach 1989 i 1991 zdobywał z Rosenborgiem wicemistrzostwo kraju. Wraz z Rosenborgiem dwukrotnie zdobywał też Puchar Norwegii (1988, 1990).
W 1992 roku Sollied przeszedł do FK Bodø/Glimt. W 1993 roku wywalczył z nim wicemistrzostwo kraju oraz Puchar Norwegii. W 1994 roku jako gracz tego klubu zakończył karierę piłkarską.

## Kariera reprezentacyjna
W reprezentacji Norwegii Sollied zadebiutował 22 maja 1985 roku w przegranym 0:1 towarzyskim spotkaniu ze Szwecją. W kadrze narodowej od 1985 do 1987 rozegrał 9 meczów i strzelił 1 gola, 5 czerwca 1985, w sparingu z Walią (4:2). Grał także w olimpijskiej reprezentacji Norwegii.
| Mecze i gole w reprezentacji | Mecze i gole w reprezentacji | Mecze i gole w reprezentacji | Mecze i gole w reprezentacji | Mecze i gole w reprezentacji | Mecze i gole w reprezentacji | Mecze i gole w reprezentacji |
| #                            | Data                         | Stadion                      | Rywal                        | Wynik                        | Gol                          | Rozgrywki                    |
| 1985                         | 1985                         | 1985                         | 1985                         | 1985                         | 1985                         | 1985                         |
| ---------------------------- | ---------------------------- | ---------------------------- | ---------------------------- | ---------------------------- | ---------------------------- | ---------------------------- |
| 1.                           | 22.05.1985                   | Göteborg, Szwecja            | Szwecja                      | 0:1                          | 0                            | towarzyski                   |
| 2.                           | 05.06.1985                   | Bergen, Norwegia             | Walia                        | 4:2                          | 1                            | towarzyski                   |
| 3.                           | 14.08.1985                   | Oslo, Norwegia               | NRD                          | 0:1                          | 0                            | towarzyski                   |
| 1986                         |                              |                              |                              |                              |                              |                              |
| 4.                           | 26.02.1986                   | Saint George’s, Grenada      | Grenada                      | 2:1                          | 0                            | towarzyski                   |
| 5.                           | 30.04.1986                   | Oslo, Norwegia               | Argentyna                    | 1:0                          | 0                            | towarzyski                   |
| 6.                           | 13.05.1986                   | Oslo, Norwegia               | Dania                        | 1:0                          | 0                            | towarzyski                   |
| 7.                           | 04.06.1986                   | Bukareszt, Rumunia           | Rumunia                      | 1:3                          | 0                            | towarzyski                   |
| 8.                           | 20.08.1986                   | Oslo, Norwegia               | Rumunia                      | 2:2                          | 0                            | towarzyski                   |
| 1987                         |                              |                              |                              |                              |                              |                              |
| 9.                           | 09.09.1987                   | Reykjavík, Islandia          | Islandia                     | 1:0                          | 0                            | el. ME 1988                  |

## Kariera trenerska
Po zakończeniu kariery piłkarskiej Sollied został trenerem. W 1992 roku został grającym trenerem FK Bodø/Glimt. W 1992 roku awansował z nim z drugiej ligi do Tippeligaen, a w 1993 roku wywalczył wicemistrzostwo Norwegii oraz zdobył Puchar Norwegii. W Bodø/Glimt pracował do 1996 roku. W 1997 roku przeszedł do Rosenborga Trondheim, gdzie był asystentem Nilsa Arne Eggena, a w 1998 roku został samodzielnym szkoleniowcem tego klubu. Wraz z Rosenborgiem wywalczył w 1998 roku mistrzostwo kraju.
W 1999 roku Sollied wyjechał do Belgii, a jego pierwszym klubem w tym kraju, który prowadził, był KAA Gent. W 2000 roku odszedł z Gent do Club Brugge. Pracował w nim przez 5 sezonów i w tym okresie doprowadził Brugge do wywalczenia dwóch mistrzostw Belgii (2003, 2005), dwóch Pucharów Belgii (2002, 2004) i dwóch Superpucharów Belgii (2002, 2004).
W 2005 roku Sollied został trenerem greckiego Olympiakosu Pireus. Na tym stanowisku zastąpił wówczas Serba Dušana Bajevicia. W sezonie 2005/2006 doprowadził Olympiakos do wywalczenia mistrzostwa Grecji, a także zdobycia Pucharu Grecji. W grudniu 2006 został jednak zwolniony z Olympiakosu na skutek słabych wyników w Lidze Mistrzów. Został zastąpiony przez Takisa Lemonisa.
W 2007 roku Sollied wrócił do Belgii i ponownie został trenerem KAA Gent. Następnie w sezonie 2008/2009 prowadził holenderski SC Heerenveen. W 2010 roku prowadził saudyjski Al-Ahli Dżudda, a w 2011 roku został trenerem belgijskiego Lierse SK.